# Tiệm bánh

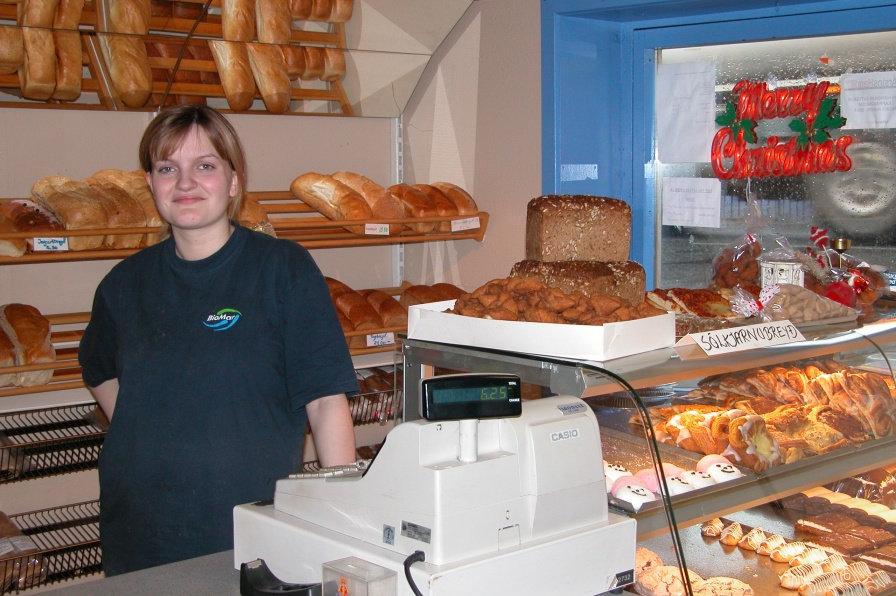
Bên trong một tiệm bánh

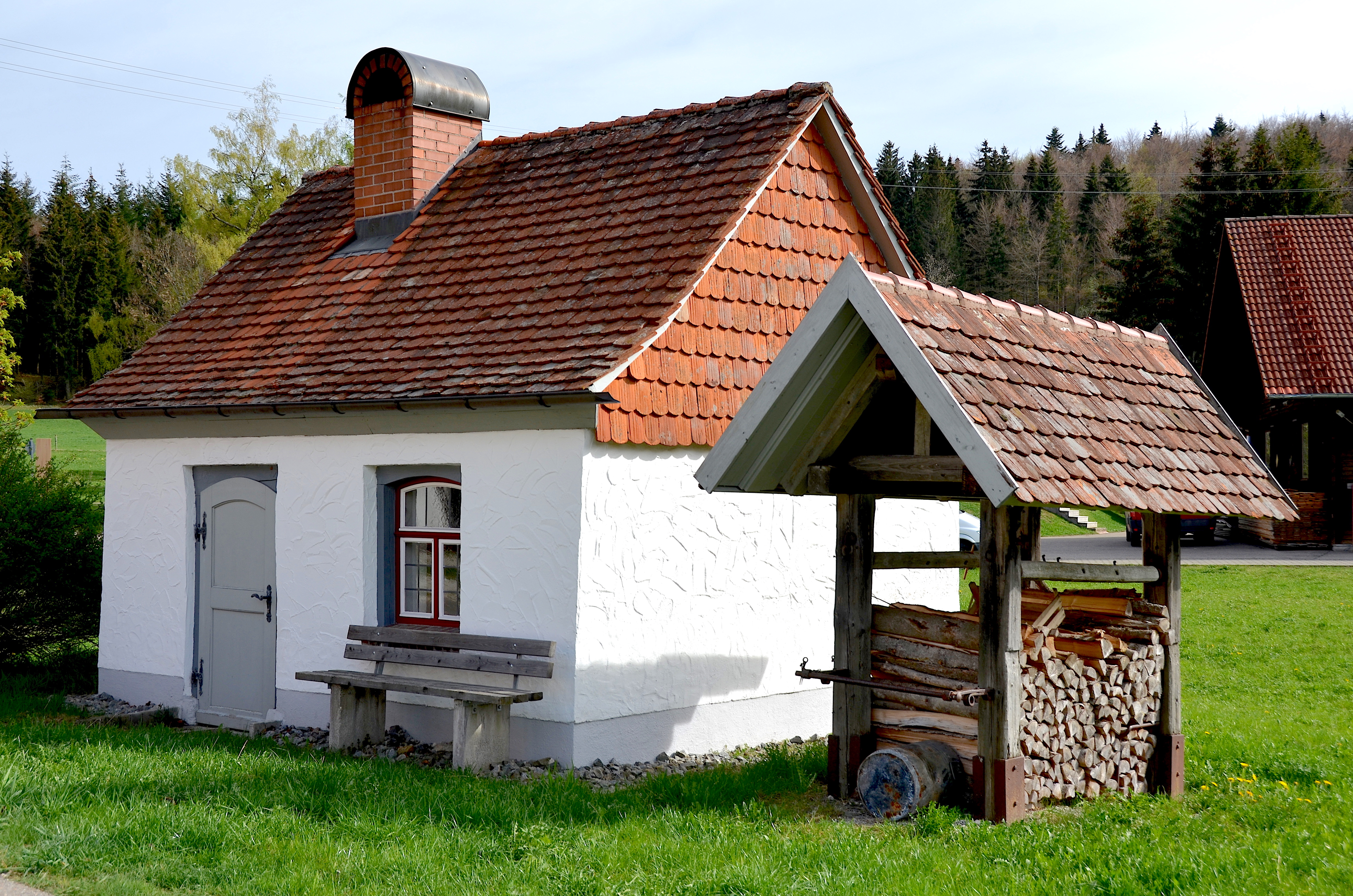
Một tiệm bánh điển hình ở châu Âu

Tiệm bánh hay Tiệm bánh mì, lò mì hay cửa hàng bánh mì là một cơ sở sản xuất bánh mì hoặc các sản phẩm bánh bột theo quy trình thực phẩm nướng trong một lò nướng (lò nướng bánh thủ công hoặc lò điện) như bánh mì, bánh ngọt và bánh nướng. Một số tiệm bánh bán lẻ là cũng kết hợp các quán cà phê, phục vụ cà phê và trà cho các khách hàng muốn thưởng thức bánh nước tại tiệm. Ngày nay, nhiều cửa hàng bánh mì cung cấp dịch vụ cho những dịp đặc biệt như đám cưới, tiệc sinh nhật, hoặc thậm chí cả công việc kinh doanh. Cửa hàng Bakery có thể cung cấp một loạt các thiết kế bánh như bánh ngọt tấm và bánh tầng.

## Mặt hàng

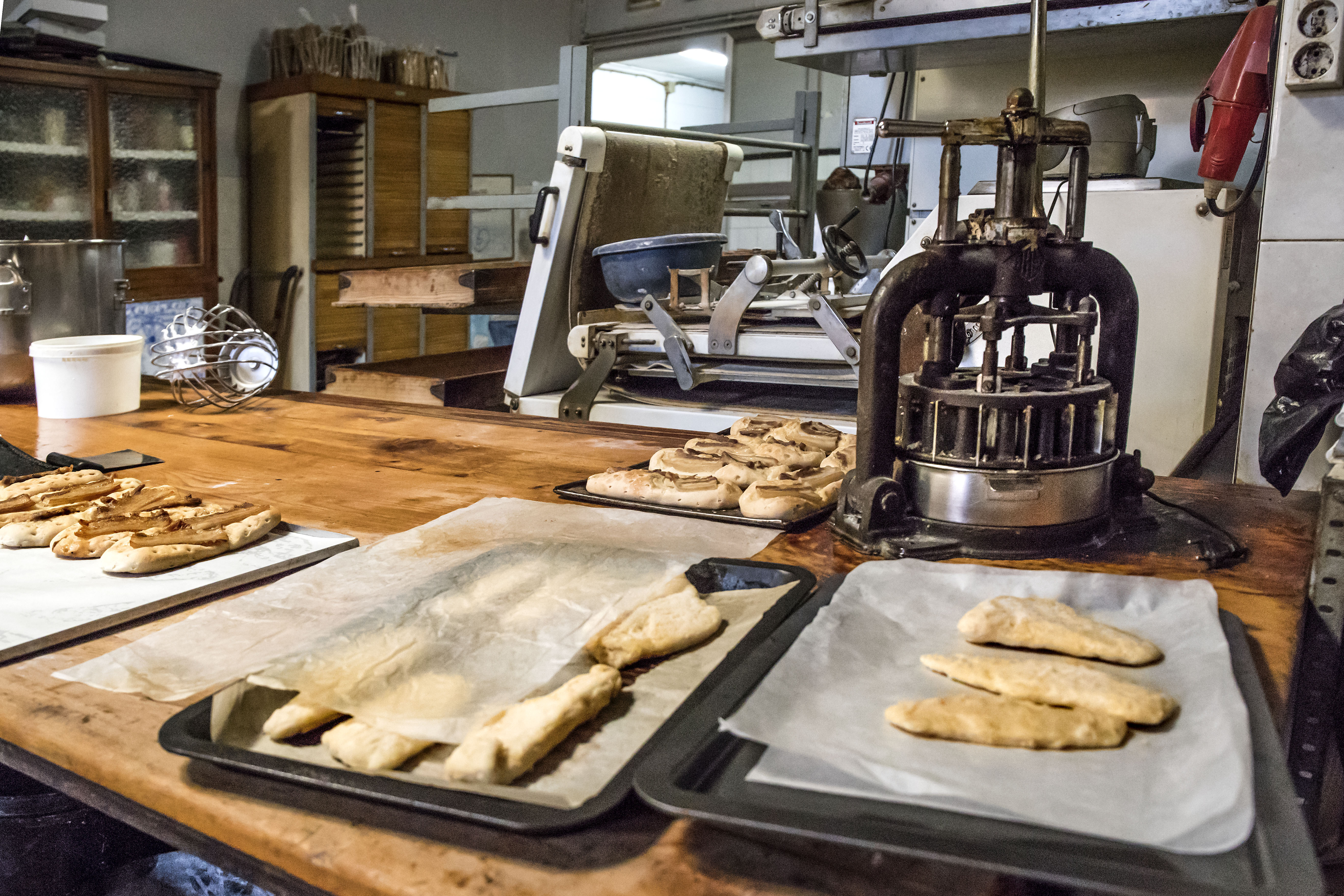
Sản phẩm bánh mì bên trong một tiệm bánh

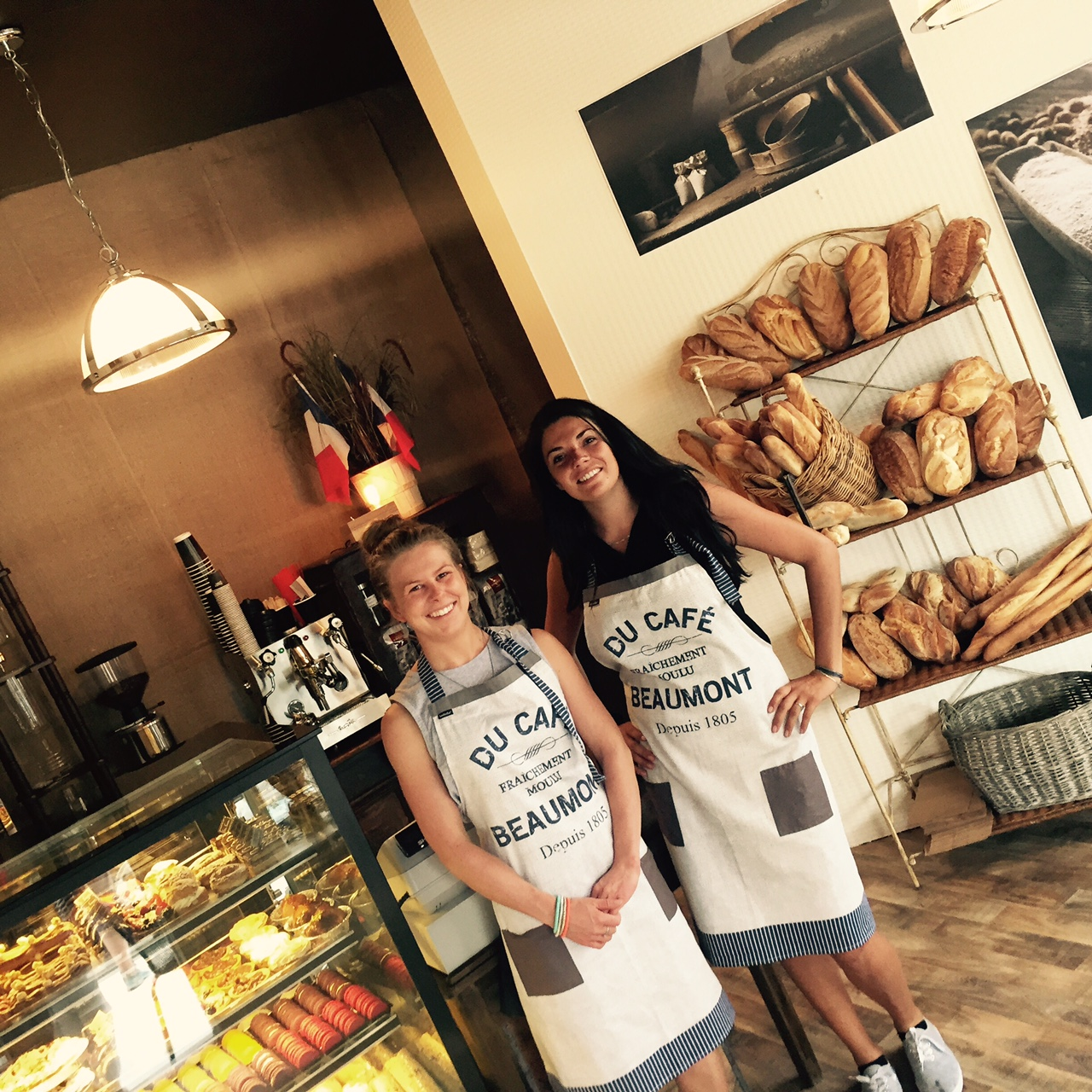
Nhân viên bên trong một tiệm bánh

Ở nhiều quốc gia, nhiều cửa hàng tạp hóa và siêu thị có bán "bánh mì cắt lát" (bánh mì đóng gói sẵn/bánh mì cắt lát sẵn), bánh ngọt và các loại bánh khác. Nhà kinh doanh cũng có thể cung cấp dịch vụ nướng tại cửa hàng, với các sản phẩm được nướng hoàn toàn tại chỗ hoặc nướng một phần trước khi giao đến cửa hàng và một số cung cấp dịch vụ trang trí bánh kem. Tuy nhiên, nhiều người vẫn thích mua đồ nướng từ một tiệm bánh thủ công nhỏ, có thể vì yếu tố truyền thống, vì có nhiều loại đồ nướng hơn hoặc vì chất lượng sản phẩm cao hơn và hương vị đặc trưng của nghề làm bánh.
- Bánh mì
- Bánh mì cuộn
- Bánh mì dẹt
- Bánh mì vòng
- Bánh Donut
- Bánh Muffin
- Pizza các loại
- Bánh mì tròn nhỏ
- Bánh ngọt các loại
- Bánh xếp
- Bánh cuộn xúc xích
- Bánh nướng
- Bánh Crumpet
- Bánh Tart
- Bánh brownie sô-cô-la
- Bánh gato
- Bánh sừng bò
- Bánh cupcake
- Bánh quy
- Bánh Scone
- Bánh Barmbrack
- Bánh mì soda
- Bánh quy mềm kiểu Mỹ
- Bánh quy giòn
- Bánh quy
- Bánh quy xoắn
- Bánh Biscotti
- Bánh Kalakukko
- Bánh mì ngô
- Bánh mì Pandesal
- Bánh mì bí ngô
- Bánh mì Pita
- Bánh mì lên men tự nhiên
- Bánh quế
- Bánh ngàn lớp